# I grandi successi originali (Fiorella Mannoia)
I grandi successi originali è una raccolta di Fiorella Mannoia pubblicata per la Sony BMG il 14 marzo 2001.

## Tracce

### CD 1
1. Come si cambia – 3:50 (testo: Maurizio Piccoli – musica: Renato Pareti)
2. Ogni volta che vedo il mare – 3:28 (testo: Gaio Chiocchio – musica: Tony Cicco)
3. Canto e vivo – 4:13 (testo: Oscar Avogadro – musica: Piero Fabrizi)
4. Momento delicato – 4:27 (testo: Mogol – musica: Mario Lavezzi)
5. L'aiuola – 3:16 (testo: Mogol – musica: Mario Lavezzi)
6. Sorvolando Eilat – 3:40 (testo: Mogol – musica: Piero Fabrizi)
7. Quello che le donne non dicono – 4:00 (Enrico Ruggeri e Luigi Schiavone)
8. Quasi amore – 3:39 (testo: Oscar Avogadro – musica: Mario Lavezzi)
9. Quand'eri tu la musica – 3:26 (testo: Oscar Avogadro – musica: Mario Lavezzi)
10. Basta innamorarsi ancora di te – 3:49 (testo: Oscar Avogadro – musica: Mario Lavezzi)
11. Nell'etereo mondo dei fiordalisi – 3:27 (testo: Mogol – musica: Mario Lavezzi)
12. Il pescatore – 3:14 (testo: Fabrizio De André – musica: Fabrizio De André, Gian Piero Reverberi, Franco Zauli)

Durata totale: 44:29

### CD 2
1. Fiore di melograno – 3:38 (testo: Paolo Amerigo Cassella – musica: Memmo Foresi)
2. Noi due – 3:42 (testo: Paolo Amerigo Cassella – musica: Memmo Foresi)
3. Sofia – 3:11 (testo: Oscar Avogadro – musica: Piero Fabrizi)
4. A Milano – 3:35 (testo: Mogol – musica: Mario Lavezzi)
5. Ti ruberò – 3:42 (testo: Oscar Avogadro – musica: Mario Lavezzi)
6. L'anima lo sa – 3:41 (testo: Oscar Avogadro – musica: Mario Lavezzi)
7. Mamma fragola – 3:17 (testo: Mogol – musica: Mario Lavezzi)
8. La Luna stasera – 3:37 (testo: Francesco Massimiani – musica: Telpa)
9. Dolce mistero – 3:56 (testo: Oscar Avogadro – musica: Piero Fabrizi)
10. Bene caro – 4:20 (testo: Mogol – musica: Piero Fabrizi)
11. Terre lontane – 4:46 (testo: Oscar Avogadro – musica: Piero Fabrizi)
12. Chiara – 3:26 (testo: Oscar Avogadro – musica: Mario Lavezzi)

Durata totale: 44:51
Durata totale: 1 h : 29 min : 20 s